# يفغيني كالشين
يفغيني كالشين (بالروسية: Калешин, Евгений Игоревич)‏ هو مدرب كرة قدم ولاعب كرة قدم روسي في مركز الدفاع، ولد في 20 يونيو 1978 في مايكوب في روسيا. لعب مع ألانيا وتوم تومسك وسبارتاك نالتشيك وشينيك ياروسلافل وكريليا سوفيتوف سامارا ونادي كراسنودار.

## وصلات خارجية
- يفغيني كالشين على موقع قاعدة بيانات كرة القدم.إي يو (الإنجليزية)
- يفغيني كالشين على موقع Soccerway.com (الإنجليزية)
- يفغيني كالشين على موقع عالم كرة القدم.نت (الإنجليزية)